# 沙流河镇
沙流河镇，是中华人民共和国河北省唐山市丰润区下辖的一个乡镇级行政单位。

## 行政区划
沙流河镇下辖以下地区：
沙流河村、小义王庄村、潘家庄村、茹家庄村、铁匠庄村、皇亲庄村、富庄子村、大刘庄村、张家庄村、庞家港村、小刘庄村、小尹庄村、葛家屯村、安家坨村、大张屯村、靳家屯村、薛家屯村、杨家屯村、广家店村、蘑菇台村、池家屯村、吕家洼村和石佛寺村。

## 交通
京哈铁路：富庄子站